# Kōsuke Nishi
Kōsuke Nishi (西 晃佑 Nishi Kōsuke?, Toyama, 8 de abril de 1998) es un futbolista japonés que juega como delantero.

## Trayectoria

### Clubes
| Club                        | País     | Año       |
| --------------------------- | -------- | --------- |
| Kataller Toyama             | Japón    | 2017-2018 |
| Toyama Shinjo Club (cedido) | Japón    | 2018      |
| TSV Meerbusch               | Alemania | 2019-2020 |
| DJK Teutonia St. Tönis      | Alemania | 2020-2021 |
| Toyama Shinjo Club          | Japón    | 2021-2024 |